# Jeanne d'Arc (R 97)
La Jeanne d'Arc, soprannominata la Jeanne, era un incrociatore portaelicotteri francese in servizio presso la Marine nationale, rimasta esemplare unico, è un mezzo molto interessante e capace che i francesi hanno costruito per le operazioni anfibie, nonostante una velocità di circa 26,5 nodi, una velocità piuttosto bassa.
Somigliava a navi come le italiane Andrea Doria e Vittorio Veneto, anch'esse degli anni '60. Tra le sue caratteristiche, un hangar poppiero con ponte di volo per 6 grandi elicotteri Super Frelon, 4 cannoni da 100mm e 6 lanciatori per missili MM.38 Exocet.
Inizialmente doveva chiamarsi La Résolue, la sua costruzione fu autorizzata nel 1957 come nave scuola per sostituire la Jeanne d'Arc che risaliva alla seconda guerra mondiale. La Résolue subì diversi cambi al progetto finché, nel 1964 non diventò, con il nome di Jeanne D'Arc (Giovanna d'Arco), una Landing Platform Helicopter, una specie di incrocio tra una portaelicotteri, un incrociatore e una nave per sbarchi anfibi.
Nel ruolo di trasporto truppe può trasportare 700 soldati e 8 elicotteri. In tempo di pace funge da nave scuola, e può ospitare fino a 158 cadetti.

## Storia
La Jeanne d'Arc, costruita per rimpiazzare la nave omonima precedente, che risaliva alla seconda guerra mondiale, fu varata a Brest nel 1961. In attesa di rimpiazzare il suo predecessore, prende il nome di La Résolue. Nave polivalente, poteva imbarcare 20 elicotteri Super Frelon e Alouette III, ma ha ospitato anche i famosi Sikorski HSS-1. Tra le sue caratteristiche: un hangar poppiero con ponte di volo per 6 grandi elicotteri, 2 cannoni da 100mm e 6 lanciatori per missili MM.38 Exocet. In tempo di pace fungeva da nave scuola e poteva ospitare fino a 158 cadetti.

Il 16 luglio 1964 diventa Jeanne d'Arc ed entra in servizio. In totale 45 missioni effettuate, di 6 mesi cadauna, 6.400 allievi ufficiali imbarcati e non solamente francesi: sulla Jeanne si sono formati ufficiali provenienti da tutti i continenti (compreso il principe Alberto di Monaco nel 1981).

La Jeanne d'Arc è stata inviata in soccorso a popolazioni colpite da disastri naturali, quali terremoti e tsunami, e ha dovuto affrontare scenari difficili e momenti pericolosi. C'è stato, ad esempio, l'uragano Mitch in Atlantico nell'ottobre 1998 o la liberazione, nell'aprile 2008, di 30 membri dell'equipaggio della nave Le Ponant, in ostaggio dei pirati al largo della Somalia. Nell'aprile 1988 è stata tratta in salvo una giunca di "boat people", di soli 6,5 metri con una quarantina di persone a bordo. Anche se nave da guerra, la Jeanne d'Arc è stata spesso messaggera di pace, come ad Haiti nel 2004, o ha prestato soccorso ai sopravvissuti di catastrofi come nel 2005, a Meulaboh (in Indonesia), dove lo tsunami aveva ucciso la metà dei 60.000 abitanti. Intensa è stata l'attività di sostegno all'associazione Louis Carlésimo, per bambini gravemente malati, che ogni anno si recavano a bordo per una settimana, per svolgere una serie di attività, che li facevano sentire come i loro coetanei.

Il ritorno per l'ultimo rendez-vous è stato attraverso le acque della Senna, salutata al suo passaggio da migliaia di persone, consapevoli di assistere a qualcosa di straordinario: a una pagina di storia francese (e non solo) che si chiudeva. Alcuni dei boat people salvati sono andati a Rouen per salutarla; dovunque la nave si è fermata o è transitata, l'evento è stato accolto con grandi espressioni di accoglienza; durante il fine settimana seguente più di 12.000 persone sono state accolte a bordo, per dare la possibilità a molti ex marinai e ufficiali imbarcati di ricordare la nave che li aveva accolti e, ai più giovani, di toccare con mano una leggenda.
Da Singapore a Rio, dal Capo di Buona Speranza a New York, passando per l'India, il Canale di Suez e Panama, dalle zone tropicali al circolo polare, nella sua lunga attività la Jeanne d'Arc ha coperto una distanza pari a nove volte quella fra la Terra e la Luna, toccando 769 scali in 85 paesi diversi. Nel suo ultimo viaggio l'incrociatore portaelicotteri francese ha ripercorso il suo primo itinerario del 1963/64: Casablanca, Dakar, Rio de Janeiro, Valparaíso, New York, Québec, Saint-Pierre e Miquelon. L'apparato propulsivo è stato oggetto di molte cure e ha permesso alla nave di toccare, durante l'ultima missione, velocità superiori a quelle della prima volta. Per l'ultimo viaggio si è voluto far raggiungere alla Jeanne d'Arc la stessa velocità toccata durante la sua missione di 46 anni prima, cioè 27 nodi; così nella notte tra il 25 e il 26 maggio i 40.000 cv delle caldaie, hanno spinto, con le due eliche a 240 giri al minuto, la nave nelle acque della Manica a 29,4 nodi.

La Jeanne d'Arc, è stata senza dubbio la nave francese più conosciuta all'estero. In quanto nave scuola è stata anche un'ambasciatrice della Francia nel mondo e ha lavorato per rinsaldare i legami tra la Patria e le comunità locali, in particolar modo quelle francesi all'estero. Una habitué che richiamava moltissimi visitatori e che, in onore alla propria missione, ospitava eventi mondani, cocktails e ricevimenti, anche molto impegnativi, con 31 cuochi e 35 maîtres d'hôtels e camerieri a bordo, adattando il menù alle regole religiose dei Paesi ospitanti.

## Altre navi con il nome di Giovanna d'Arco
Molte navi della Marine nationale hanno portato il nome di Giovanna d'Arco – inoltre dal 1912 è tradizione della Marine nationale dare il nome di Giovanna d'Arco alle navi scuola per gli ufficiali.
- La Jeanne d'Arc (1867) – una corvetta, lanciata nel 1867 e disarmata nel 1885
- La Jeanne d'Arc (1899) – un incrociatore, lanciata nel 1899 e disarmata nel 1933
- La Jeanne d'Arc (1930) – un incrociatore leggero, lanciata nel 1930 e disarmata nel 1964

## Galleria d'immagini

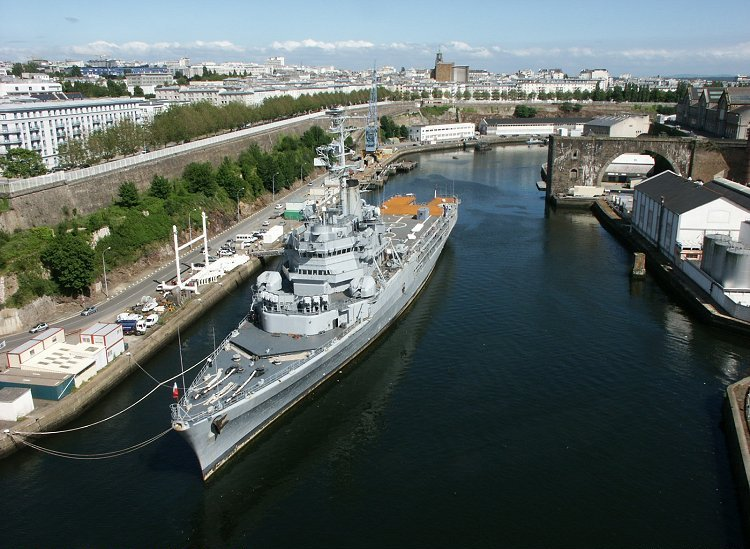
La Jeanne d'Arc a Brest nel 2003
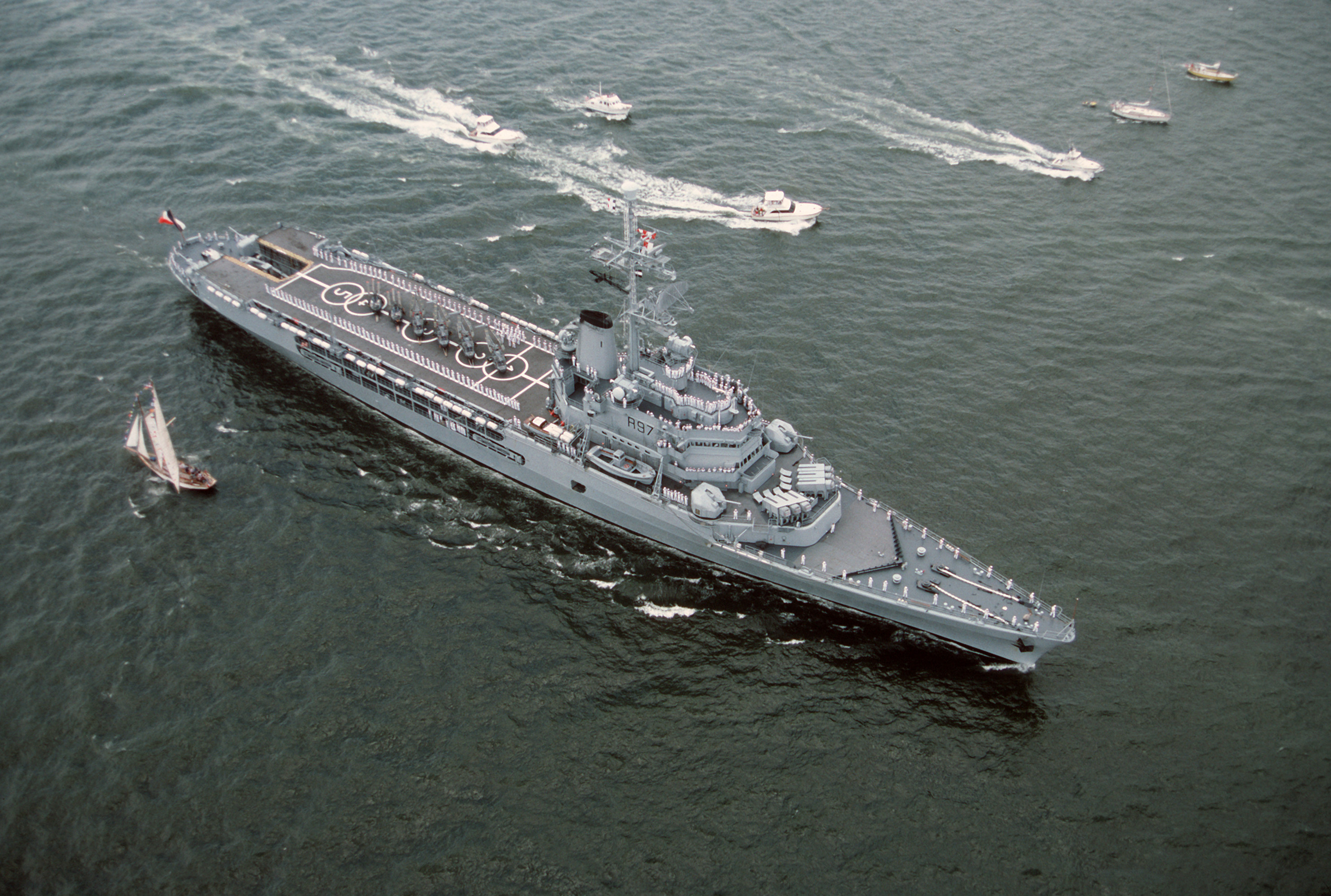
La Jeanne d'Arc in navigazione nel 1986
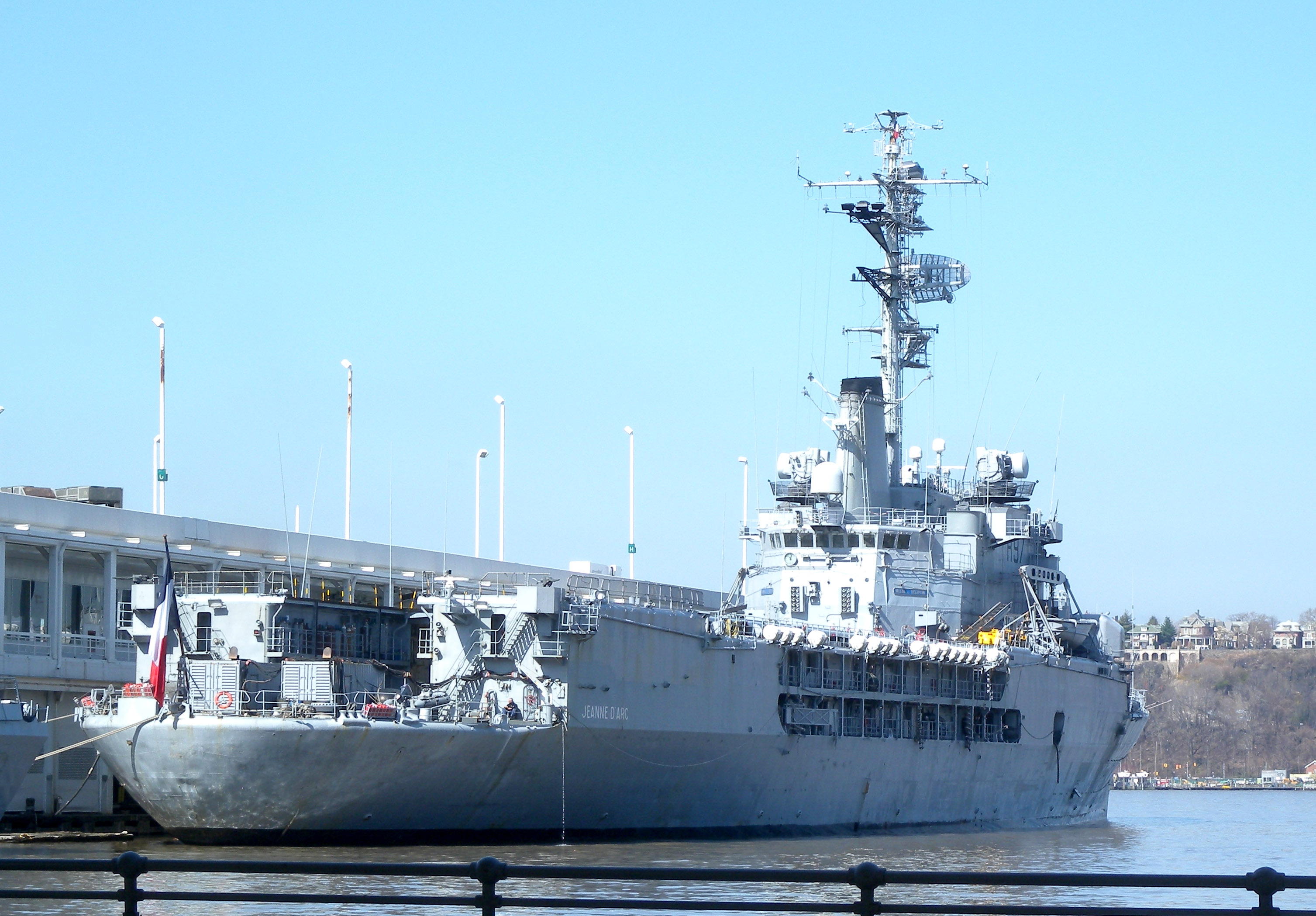
La Jeanne d'Arc a Manhattan nel 2010
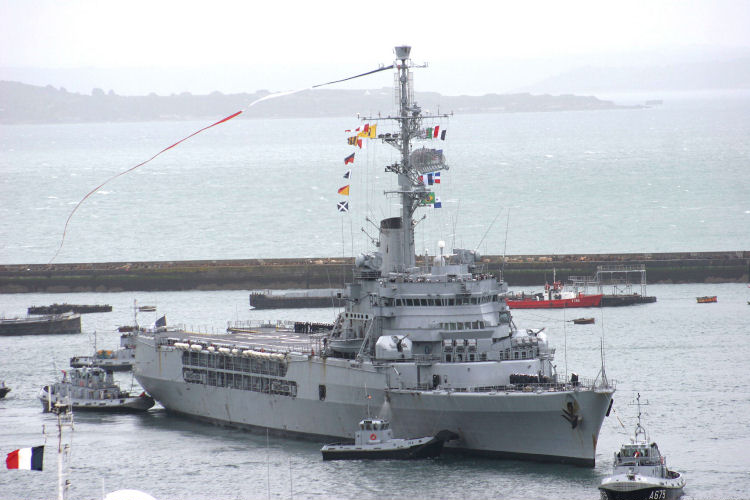
La Jeanne d'Arc in navigazione nel 2006
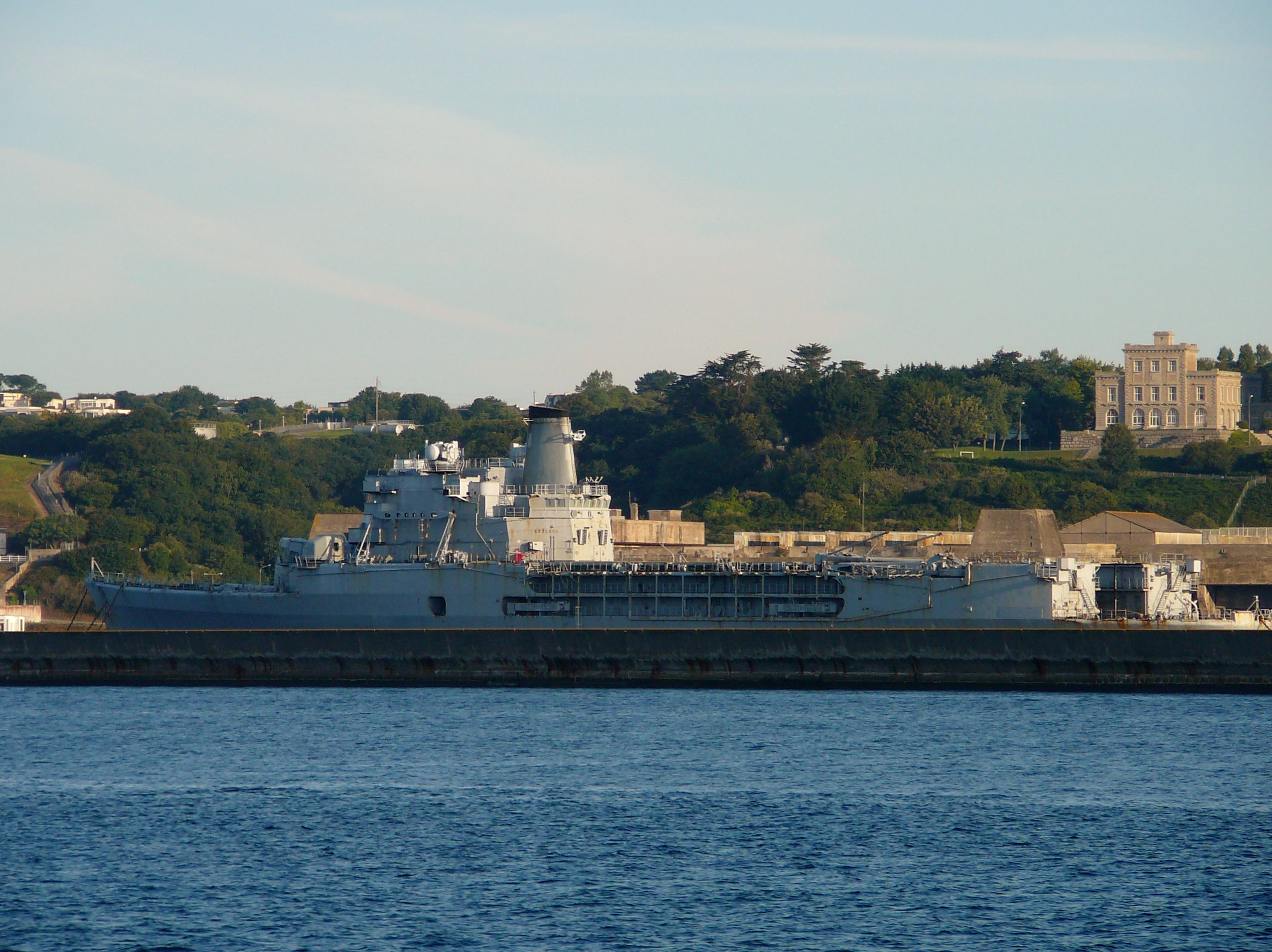
La Jeanne d'Arc in smantellamento nel porto di Brest nel 2011
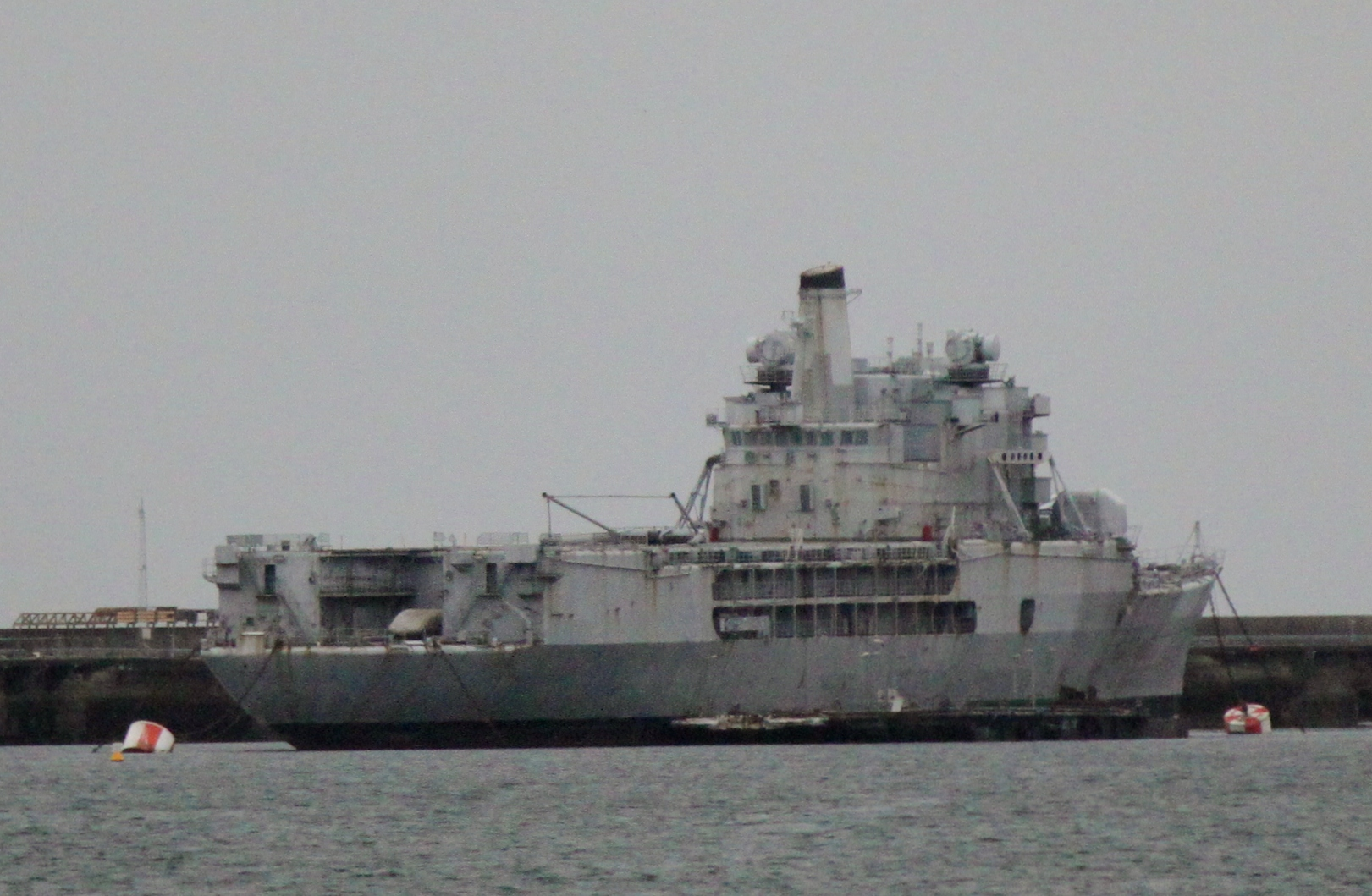
Altra vista della Jeanne d'Arc a Brest 2012